# Клюссерат
Клюссерат (нім. Klüsserath) — громада в Німеччині, розташована в землі Рейнланд-Пфальц. Входить до складу району Трір-Саарбург. Складова частина об'єднання громад Швайх-ан-дер-Ремішен-Вайнштрассе.
Площа — 11,70 км2. Населення становить 1065 ос. (станом на 31 грудня 2020).

## Галерея

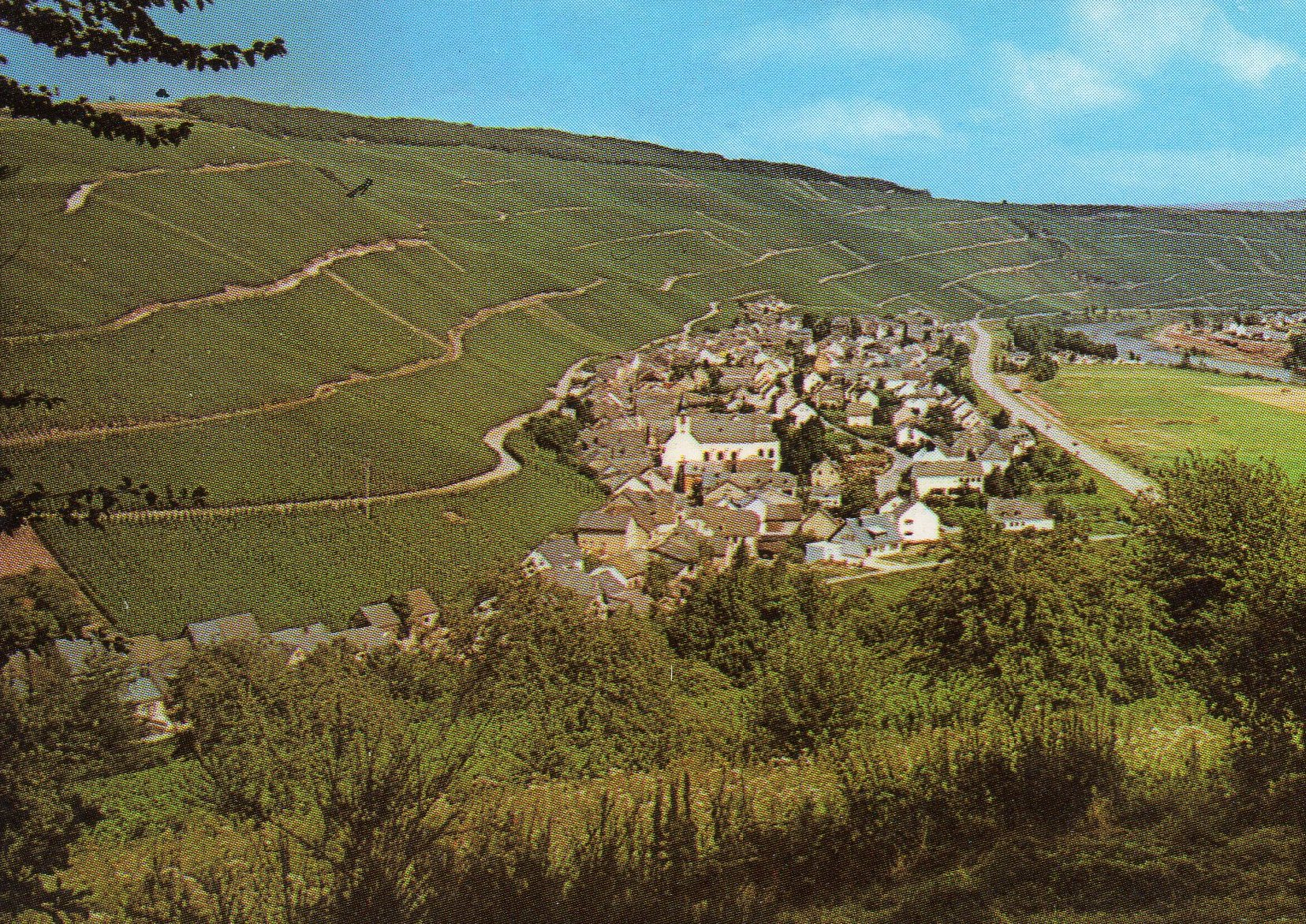
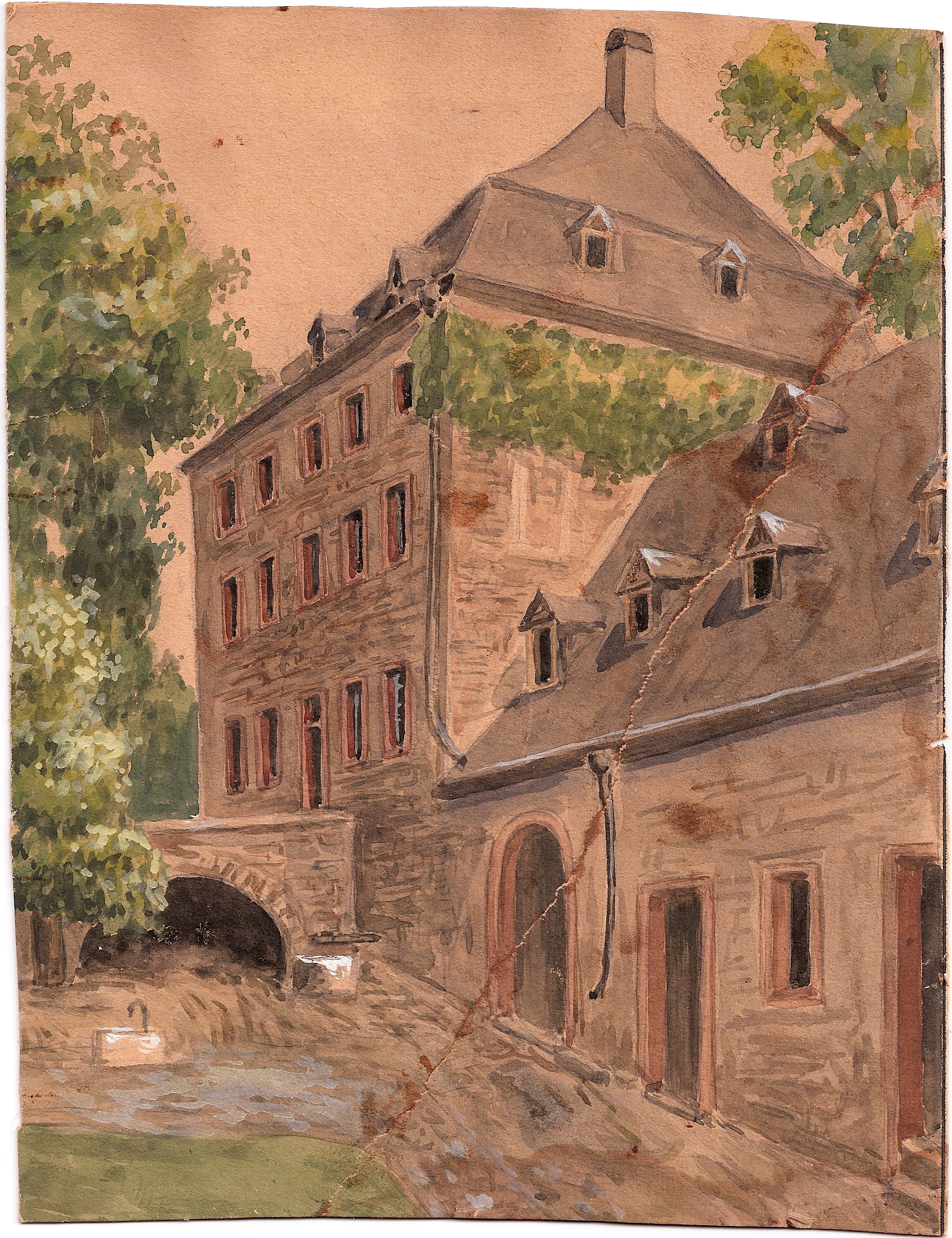
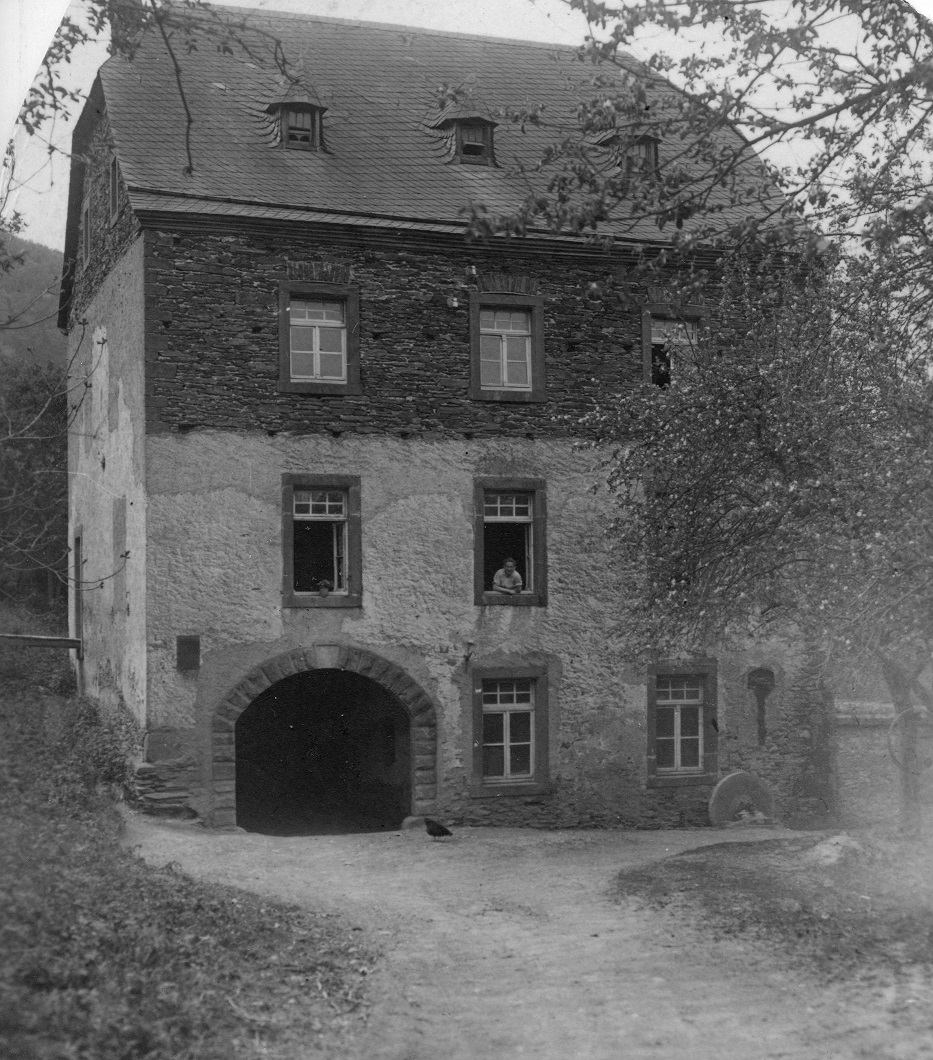
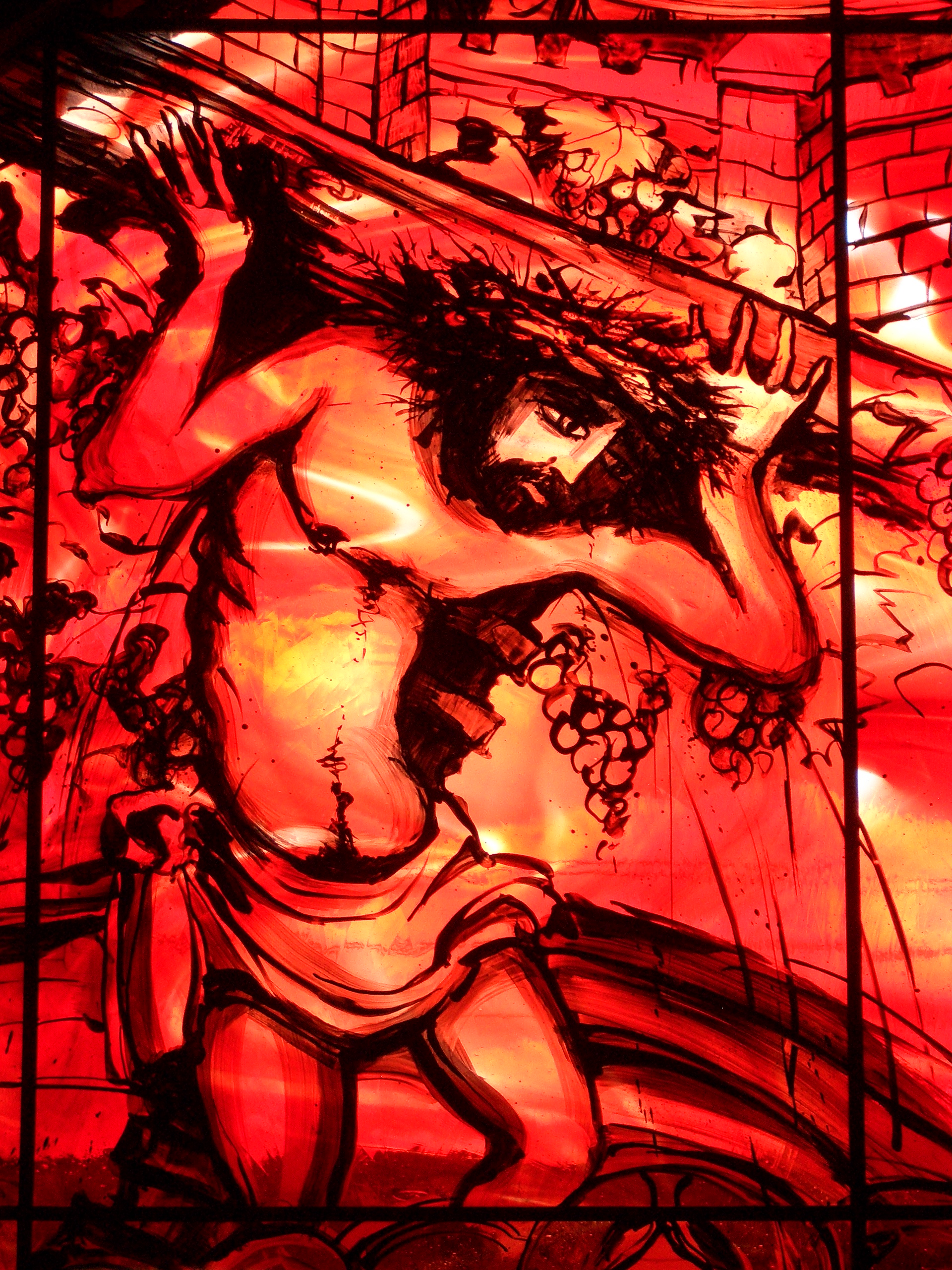